# Іннерфілльгратен
Іннерфілльгратен (нім. Innervillgraten) — містечко й громада округу Лієнц в землі Тіроль, Австрія.
Іннерфілльгратен лежить на висоті  1402 над рівнем моря і займає площу  87,8 км². Громада налічує 974 мешканців. 
Густота населення 11/км².  
Через територію громади протікає річка Філльгратенбах.  
Округ Лієнц, до якого належить Іннерфілльгратен, називається також Східним Тіролем. Від основної частини землі, 
Західного Тіролю, його відділяє смуга Південного Тіролю, що належить Італії. 
|                                           |
| Іннерфілльгратен на мапі округу та землі. |

 Адреса управління громади: Nr. 78, 9932 Innervillgraten. 

## Виноски
1. ↑  Dauersiedlungsraum der Gemeinden Politischen Bezirke und Bundesländer - Gebietsstand 1.1.2018 — Статистичне управління Австрії.
2. ↑  Einwohnerzahl 1.1.2018 nach Gemeinden mit Status, Gebietsstand 1.1.2018 — Статистичне управління Австрії.
3. ↑  www.innervillgraten.at. Архів оригіналу за 20 вересня 2013. Процитовано 6 липня 2013.